# José Pastor Gómez
José Pastor Gómez (Málaga, de febrer de 1996) és un actor, músic, ballarí i model espanyol, conegut per interpretar el paper d'Emilio Pasamar Fonseca a la telenovel·la Acacias 38 i de Miguel Bosé en la sèrie Bosé.

## Biografia
José Pastor va néixer el 7 de febrer de 1996 a Màlaga, a la comunitat d’ Andalusia. A més de l'actuació, també es dedica al teatre i a la música.

## Carrera
José Pastor een 2016 va seguir un curs d'interpretació impartit per John Strasberg, mentre que el 2017 va seguir un curs de dramatúrgia i desintegració impartit per Ramón Gázquez. En 2017 i 2018 va finalitzar el quart curs d'interpretació musical a l’ESAD de Màlaga. En 2018 va seguir un curs de dansa contemporània impartit per Daniel Abreu a l'escola TAI, va seguir un seminari d'interpretació amb Fernando Piernas i un curs de teatre musical impartit per José Masegosa, Cesar Belda i Chemari Bello.
En 2019 i 2020 va realitzar un curs regular mensual en l'Actor's Center. En 2020 va estudiar en el laboratori rural amb Iván Bilbao, Gabriel Olivares, Carlota Ferrer, Pablo Messiez i Andrés Lima. En el mateix any va estudiar actuació en anglès amb Joe Majón i va seguir un curs per a professionals, tots dos realitzats en l'Actor's Center.
Al llarg de la seva carrera ha llançat diversos senzills com en 2015 17 Años i Invernal, el 2020 Distopía i Caoba i el 2021 Al Óleo i Hasta Que Te Conocí.
En 2018 es va unir a l'elenc de la sèrie Hospital Valle Norte, interpretant el paper de Guille. En 2018 i 2019 va interpretar el paper de Rafita Peralta a la sèrie La otra mirada. El 2019 va interpretar el paper de Gustavo Zayas de jove a la sèrie La templanza i el d’Hugo s la pel·lícula Al óleo dirigida per Pablo Lavado. El mateix any participa en el programa de televisió Telepasión española, emès a La 1.
De 2019 a 2021 va ser escollit per TVE per interpretar el paper d'Emilio Pasamar Fonseca a la telenovel·la emesa s La 1 Acacias 38 i on va actuar al costat d'actors com Aroa Rodríguez, Susana Soleto, Aria Bedmar, María Gracia i Manuel Bandera. En 2021 va interpretar el paper de Pedro en la pel·lícula Cerdita dirigida per Carlota Pereda. A l'any següent en 2022 va interpretar el paper de Miguel Bosé en la sèrie Bosé. En el mateix any va interpretar el paper de Francisco al curtmetratge La Latina dirigit per Jaime Gómez.

## Filmografia

### Cinema
| Any  | Títol   | Personatge | Director       |
| ---- | ------- | ---------- | -------------- |
| 2019 | Al óleo | Hugo       | Pablo Lavado   |
| 2022 | Cerdita | Pedro      | Carlota Pereda |

### Televisió
| Any         | Títol                | Personatge                             | Notes        |
| ----------- | -------------------- | -------------------------------------- | ------------ |
| 2018 - 2019 | La otra mirada       | Rafael "Rafita" Peralta García de Blas | 12 episodis  |
| 2019        | Hospital Valle Norte | Guille                                 | 1 episodi    |
| 2019 - 2021 | Acacias 38           | Emilio Pasamar Fonseca                 | 272 episodis |
| 2021        | La templanza         | Gustavo Zayas                          | 1 episodi    |
| 2022        | Bosé                 | Miguel Bosé                            | 6 episodis   |
| 2023        | De Madrid al suelo   | Íñigo                                  | 1 episodi    |
| 2023        | Valeria              | Raimundo "Rai"                         | 6 episodis   |
| 2024        | El Marqués           | Onofre                                 |              |

### Curtmetratges
| Any  | Títol        | Personatge | Director        |
| ---- | ------------ | ---------- | --------------- |
| 2022 | La Latina    | Francisco  | Jaime Gómez     |
| 2023 | BLANCO/ Roto | Hermano    | Sandro Guerrero |

## Teatre
| Any       | Títol                             | Autor                            | Director       | Teatre                |
| --------- | --------------------------------- | -------------------------------- | -------------- | --------------------- |
| 2014      | La pequeña tienda de los horrores |                                  |                | Teatro A tempo        |
| 2015-2018 | Vaya Santa Claus                  | Teatro Nooma                     |                |                       |
| 2015-2018 | Aventura en Nunca Jamás           | Teatro Animagic                  |                |                       |
| 2015-2018 | La Reina de las nieves            | Teatro Nooma                     |                |                       |
| 2016      | Pesadilla, el musical             | ESAD de Màlaga                   |                |                       |
| 2016      | Glander 2.0                       | Teatro La duermevela             |                |                       |
| 2016-2018 | Chicago                           | Teatro Nuevo Musical             |                |                       |
| 2017      | Roberto Zucco                     | ESAD de Málaga                   |                |                       |
| 2017      | El muro                           | Teatro Nuevo Musical             |                |                       |
| 2017      | Jesus Christ Superstar            | Teatro Nuevo Musical             |                |                       |
| 2017      | La bella y la bestia musical      | Teatro Nooma                     |                |                       |
| 2018      | Chicago                           |                                  |                |                       |
| 2020      | Canciones de Olmedo               | Jose Carlos Cuevas               |                |                       |
| 2021      | Amores en zarza                   | Nando López                      | Rita Cosentino | Teatro de la Zarzuela |
| 2021      | El Rey que rabió                  | Miguel Ramos Carrión i Vital Aza |                | Teatro de la Zarzuela |

## Programes de televisió
| Any  | Títol               | Cadena de televisió |
| ---- | ------------------- | ------------------- |
| 2018 | Got Talent España 3 | Telecinco           |
| 2019 | Telepasión española | La 1                |

## Discografia

### Individual
| Any  | Títol               | Autor       |
| ---- | ------------------- | ----------- |
| 2015 | 17 Años             | José Pastor |
| 2015 | Invernal            | José Pastor |
| 2020 | Distopía            | José Pastor |
| 2020 | Caoba               | José Pastor |
| 2021 | Al Óleo             | José Pastor |
| 2021 | Hasta Que Te Conocí | José Pastor |